# يوم الرب

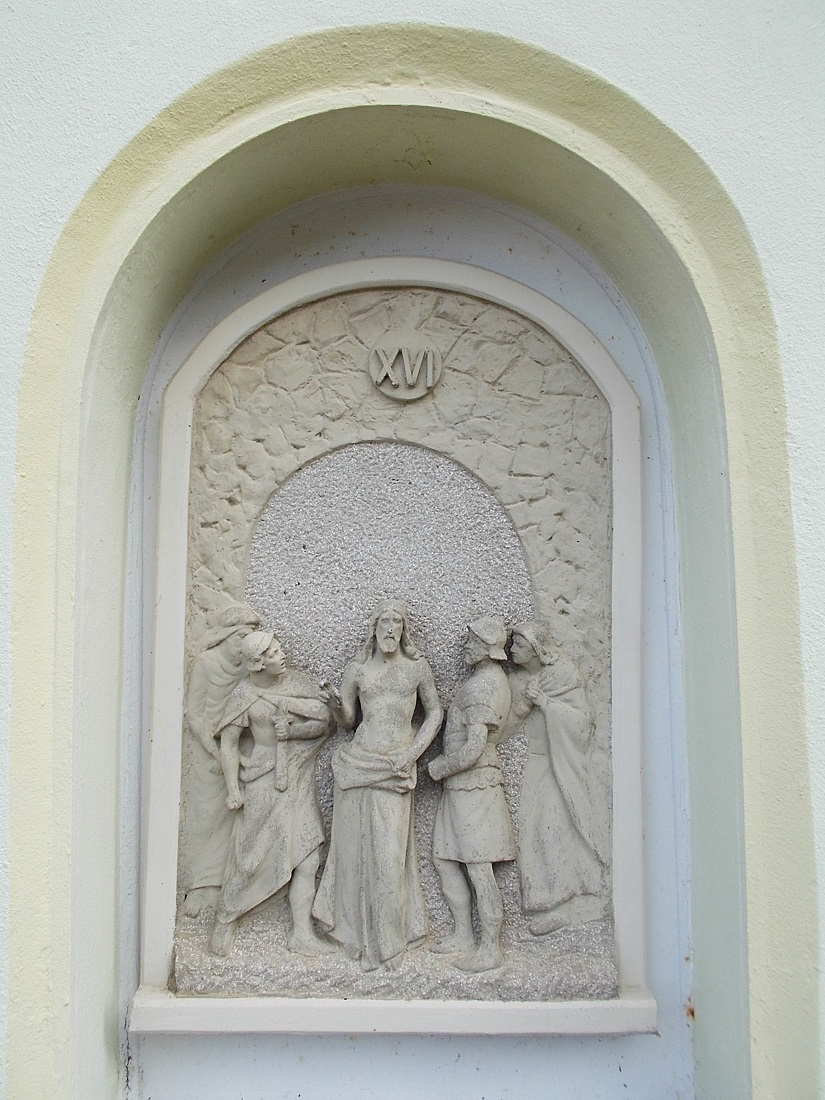

يوم الرب في المسيحية هو يوم الأحد، ثم وبدرجة أقل يوم السبت، وهو مخصص كزمنًا للراحة، والاجتماعات الدينية، استنادًا إلى الوصية الثالثة من الوصايا العشر.
أضحى يوم الأحد يوم عبادة في المسيحية بسبب حدوث قيامة يسوع في يوم الأحد وفقًا للمعتقدات المسيحية. وفقًا للمراجع المختلفة كان المسيحيين يتجمعون يوم الأحد منذ القرن الأول للميلاد من أجل العبادة والاجتماعات الدينية. خلال القرن الرابع الميلادي أقرت الحكومة والكنيسة رسميًا يوم الأحد يومًا للراحة في أوروبا. واليوم يعتبر يوم الأحد عطلة في جميع الدول المسيحية، وفي كثير من التقاليد المسيحية يوم الأحد هو السبت المسيحي، الذي حلّ محل السبت اليهودي.
تختلف العادات المرتبطة بيوم الأحد في العالم المسيحي لكن غالبًا ما ترتبط بحضور القداس في الكنيسة والاجتماعات العائلية وتناول وجبة يوم الأحد ويوم راحة، وتُقام خلال اليوم الصلوت في الكنائس المسيحية. الغالبية العظمى من الطوائف المسيحية بإستثناء بعض المجتمعات البروتستانتية في أوروبا الشمالية والولايات المتحدة لا تتقيّد بالحظر التام الموجود في السبت اليهودي.